# Пеликан, Борис Александрович
Борис Александрович Пеликан (1861, Одесса — 1931, Белград) — российский монархист, политический и общественный деятель, одесский городской голова (1913—1917).
Был частным поверенным в Одессе.
В 1905 году принял активное участие в монархическом движении в Одессе и сразу выдвинулся на руководящие роли. В 1906 году совместно с А. И. Коновницыным и педагогом Н. Н. Родзевичем основал Одесский отдел «Союза Русского Народа» (СРН), в котором сначала был заместителем председателя (председатель — Коновницын). Был участником первых монархических съездов. На 2-м Всероссийском съезде русских людей в Москве (6—12 апреля 1906) он был избран председателем государственного отдела, выступал с докладами «О патриаршестве» и «О необходимости создания единой националистической организации». В начале 1908 года Б. А. Пеликан обвинил графа Коновницына в растрате денег отдела СРН; чиновниками градоначальства и делегатами от Главного Совета СРН А. А. Майковым и А. И. Тришатным была проведена ревизия финансовой деятельности отдела, которая не выявила никаких нарушений; Пеликан был исключен из Союза за клевету. В этом же году он основал одесский отдел союза Архангела Михаила. 
В 1912 году Б. А. Пеликан был принят министром внутренних дел А. А. Макаровым, которому он предлагал способ взять под контроль выборы всех уровней. В урегулировании еврейского вопроса Пеликан предлагал опираться на ортодоксальных иудеев, противопоставляя их еврейской интеллигенции. Его предложения не были приняты, но он свои идеи реализовал на практике на выборах в Одесскую городскую думу 19 мая 1913 года, когда сторонники Пеликана одержали убедительную победу, а он стал Одесским городским головой (единственный случай в истории монархического движения). Эта победа привела к обострению отношений между Пеликаном и другим выдающимся деятелем монархического движения Одессы Н. Н. Родзевичем. Несмотря на то, что Родзевич поддерживал Пеликана на выборах и был избран гласным городской думы, после выборов газета «Русский язык», находившаяся под контролем Пеликана, постоянно публиковала статьи против Родзевича. 
Во время Первой мировой войны, Б. А. Пеликан сыграл большую роль в формировании сербской добровольческой дивизии; за заслуги перед Сербией он был награждён орденом Святого Саввы. 
На Совещании монархистов 21—23 ноября 1915 года в Петрограде, Б. А. Пеликан был избран членом Совета монархических съездов.
В 1917 году он был арестован. Однако ему удалось бежать из России. В эмиграции жил в Сербии и продолжал играть заметную роль в монархическом движении.